# Massacro di Shanghai
Il massacro di Shanghai avvenne il 12 aprile 1927 per opera delle truppe dell'Esercito Rivoluzionario Nazionale e di membri delle Triadi cinesi, ai danni del Partito Comunista Cinese (PCC), le sue forze e i suoi militanti civili. Questo fu uno degli eventi principali che determinarono la rottura tra il Kuomintang (KMT), ovvero il partito nazionalista cinese, e il PCC, e segnò l'inizio della guerra civile cinese.
Con questo attacco ai suoi alleati comunisti, la fazione del KMT guidata da Chiang Kai-shek, purgò il partito dei suoi elementi di sinistra e impedì qualsiasi presa di potere da parte dei comunisti nella Repubblica di Cina. Il Kuomintang designò questo avvenimento come "purga del partito" (清黨S), mentre il partito comunista cinese utilizza il titolo di "colpo di forza reazionario del 12 aprile" (四·一二反革命政变S) o "massacro del 12 aprile" (四·一二慘案S).

## Contesto
Negli anni che precedettero il massacro, il Kuomintang e il Partito comunista erano alleati contro i signori della guerra cinesi come parte del Primo Fronte Unito cinese. Nel 1923, il governo di Sun Yat-sen, riconosciuto dall'Unione Sovietica, aveva tratto vantaggio dai consigli politici di membri del Comintern, come Mikhail Borodin, che aveva incoraggiato il Partito Comunista Cinese (PCC) a unirsi al Kuomintang. Membri del PCC come Zhou Enlai, Ye Jianying o Mao Zedong erano diventati quadri del Kuomintang.
Sun Yat-sen morì nel marzo 1925, lasciando le redini del governo nazionalista a Wang Jingwei, capo dell'ala sinistra del partito e favorevole al mantenimento dell'alleanza con i comunisti. Chiang Kai-shek, uno dei principali capi militari del partito, tuttavia, consolidò sempre più la sua autorità. Nel marzo 1926, decretò la legge marziale a Canton, evocando una cospirazione contro di lui, e impose restrizioni all'accesso dei comunisti alle posizioni di responsabilità del Kuomintang. Nel luglio 1926, Chiang Kai-shek ordinò all'Esercito rivoluzionario nazionale di iniziare la Spedizione del Nord, intesa a sconfiggere i signori della guerra e unificare la Cina sotto la bandiera del Kuomintang.
Le riforme agrarie, favorite dai comunisti e dall'ala sinistra del Kuomintang, preoccupavano alcuni proprietari terrieri, che sostenevano Chiang. Nel gennaio 1927 Wang Jingwei trasferì il governo a Wuhan per combattere l'influenza di Chiang Kai-shek. A marzo, come parte della Spedizione del Nord, Zhou Enlai organizzò una rivolta di lavoratori di Shanghai per rovesciare i signori della guerra locali. Comunisti e sindacalisti cinesi vinsero e presero il controllo della città, ad eccezione della Concessione internazionale. Le truppe regolari di Bai Chongxi, in viaggio per prendere la città ai signori della guerra, non giunsero in tempo.

## Svolgimento
All'inizio di aprile, Chiang Kai-shek, Bai Chongxi e Li Zongren organizzarono una riunione del comitato del Kuomintang e decisero di agire per impedire ai comunisti di prendere il potere. Vennero presi contatti con triadi di Shanghai, come la Banda verde, per chiedere loro di organizzare gruppi armati per attaccare lavoratori e comunisti. Il 9 aprile, il Kuomintang dichiarò lo stato di emergenza. L'11, venne inviato un ordine segreto, a tutte le province sotto il controllo di Chiang Kai-shek, per chiedere ai locali del Kuomintang di organizzare l'epurazione del partito.

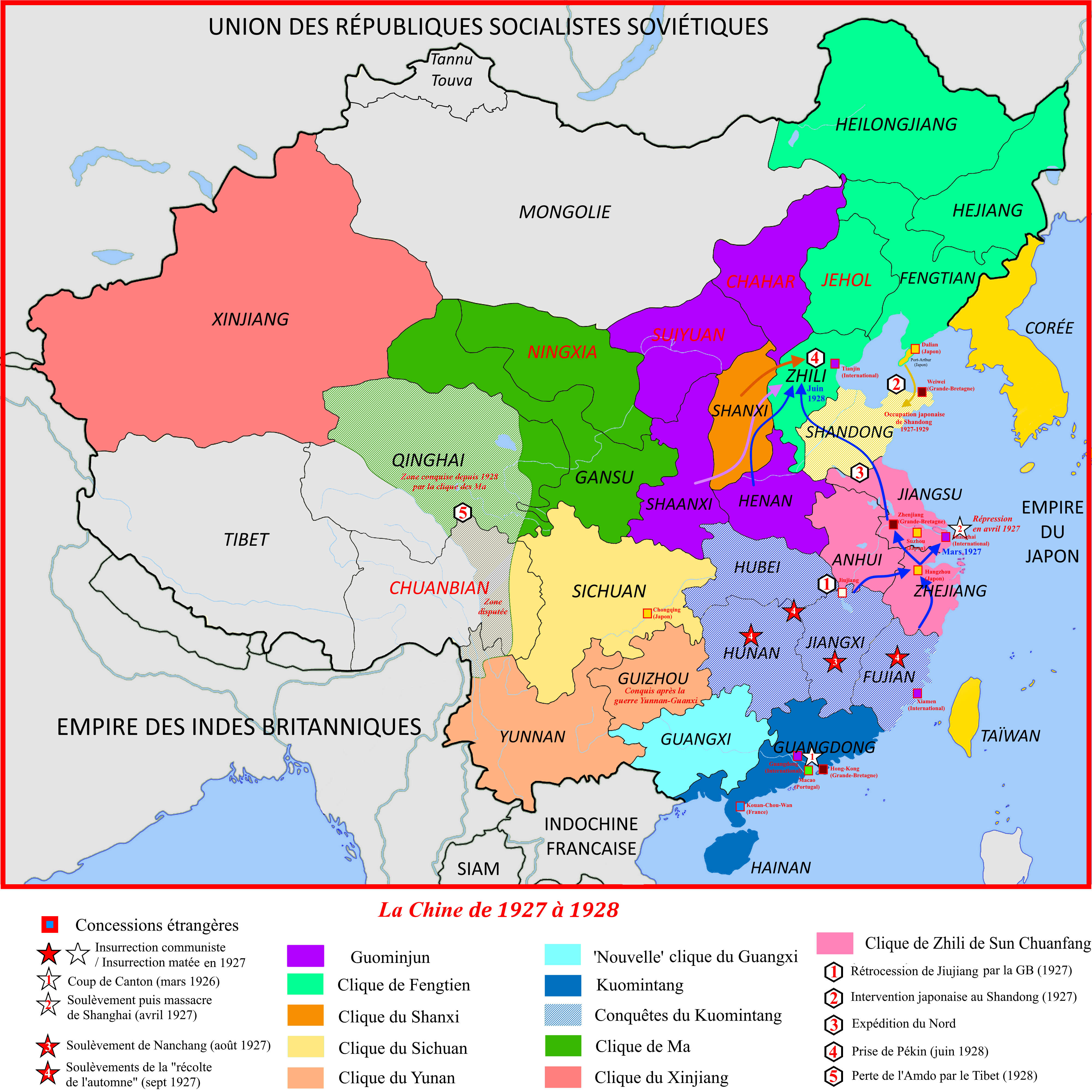
Carta della Cina nel 1927

La mattina del 12 aprile, le bande della triade attaccarono in massa gli operai di Shanghai mentre le truppe del Kuomintang disarmarono le milizie operaie. Il 13, l'esercito aprì il fuoco sulla folla che era venuta a protestare davanti al quartier generale locale. Chiang Kai-shek decretò lo scioglimento del governo locale di Shanghai, di tutti i sindacati e delle organizzazioni operaie sotto il controllo comunista. Più di 1 000 comunisti vennero arrestati. Gli scontri si conclusero, ufficialmente, con 300 morti mentre 5 000 persone vennero date come "scomparse".
Arresti e massacri di comunisti si verificarono, sempre nel mese di aprile, anche nelle principali città cinesi, come Canton, Nanchino o Changsha. A Pechino, Zhang Zuolin trovò 20 comunisti che si erano rifugiati nell'ambasciata dell'URSS, tra cui Li Dazhao, co-fondatore del PCC.

## Conseguenze
Membri del Kuomintang, come Song Qingling, vedova di Sun Yat-sen, denunciarono le azioni di Chiang Kai-shek. Ma quest'ultimo, verso la fine del mese, trasferì il suo governo a Nanchino, sfidando il governo di Wang Jingwei. Lo stesso Wang Jingwei ruppe con i comunisti nel luglio del 1927 e alla fine si unì a Chang. Dopo aver conquistato Pechino nel giugno 1928, Chang controllava la maggior parte della Cina. Chen Duxiu, capo del PCC, che sosteneva un'alleanza con il Kuomintang, fu screditato nei ranghi del partito.

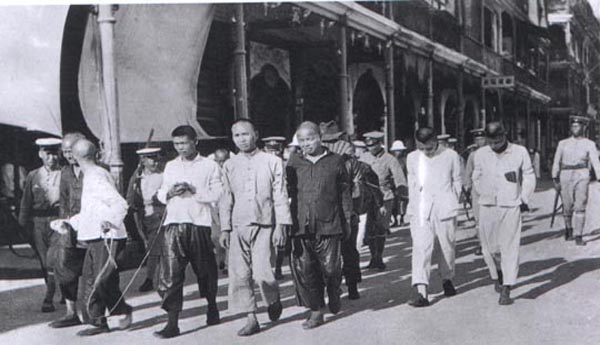
Arresto di comunisti cinesi a Shanghai, 1927

A questa purga politica seguì immediatamente la guerra civile cinese. Il Kuomintang soppresse le insurrezioni comuniste in città come Canton. Nell'agosto 1927 ebbe luogo la rivolta di Nanchang, guidata da Zhou Enlai e Zhu De. A settembre Mao Zedong innescò la rivolta del raccolto autunnale, trasponendo le lotte comuniste nelle zone rurali. Questi eventi segnarono l'inizio di un lungo conflitto, che si concluse solo nel 1949 con la proclamazione della Repubblica Popolare Cinese.